# Libré

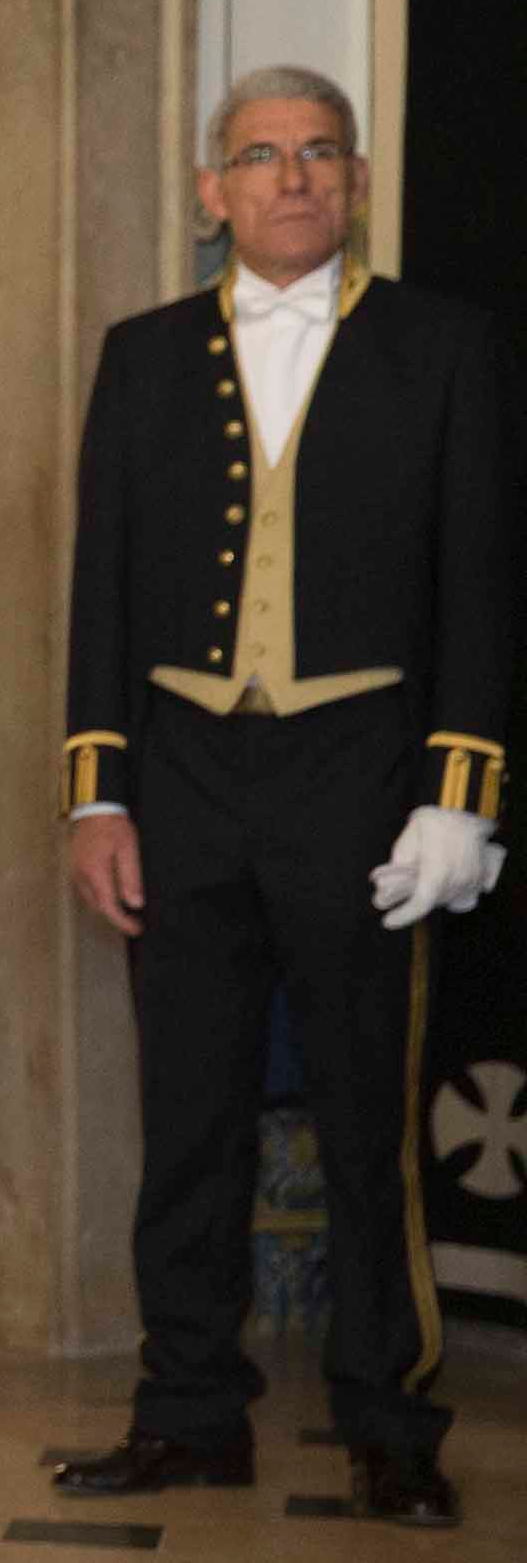
Libré da Presidência da República Portuguesa; o traje de libré é ainda utilizado pelos funcionários do Palácio de Belém durante cerimónias oficiais

Libré (do francês livrée: liberada, isto é veste entregue a um servo ou criado, do latim vestis libera ou vestis concessa) é um tipo de capa sem mangas, com aberturas nas cavas, por onde passam os braços e na frente, onde é presa apenas no colarinho, deixando aparecer a veste inferior, na sua parte do peito.
É usada pelos membros de confrarias quando participam de alguma função religiosa solene, e pelos membros de algumas cortes, no exercício de suas funções. As cores e o modelo da libré variam conforme os usos e costumes de cada corte.
Era usada também como uniforme de criados, com galões e botões dourados.
1. ↑  RODRIGUES, J. W., "Fardas do Reino Unido e do Império", Anuário do Museu Imperial de 1950, Petrópolis: Museu Imperial
2. ↑  PORTUGAL, Ministério das Finanças, "Decreto-lei nº 45678 - Regulamento de fardamentos e outros artigos de vestuário, resguardos e calçado, destinados ao pessoal civil dos serviços do Estado", Diário do Governo nº 99, Lisboa: Imprensa Nacional, 1964